# Toporów (województwo lubuskie)
Toporów (Toporów Wielkopolski, niem. Topper) – wieś sołecka w Polsce, położona w województwie lubuskim, w powiecie świebodzińskim, w gminie Łagów.
W latach 1945–1954 siedziba gminy Toporów.
W latach 1975–1998 miejscowość położona była w województwie zielonogórskim.

## Informacje podstawowe

### Położenie geograficzne
Toporów jest jedną z miejscowości ziemi lubuskiej na Pojezierzu Lubuskim. Leży na zachodnim krańcu Puszczy Rzepińskiej pomiędzy Łagowsko-Sulęcińskim Parkiem Krajobrazowym na północy, a Gryżyńskim Parkiem Krajobrazowym na południu. Miejscowość leży 8 km na południe od Łagowa oraz 24 km na zachód od Świebodzina.
- Samochodem do Toporowa:

Dojazd

– można dojechać drogą DK92, skręcając na południe na skrzyżowaniu w miejscowości Poźrzadło.
- Pociągiem do Toporowa:

– miejscowość znajduje się przy linii kolejowej nr 3:
Warszawa Zachodnia – Poznań Główny – Zbąszynek (stacja kolejowa) – Toporów (stacja kolejowa) – Rzepin (stacja kolejowa) – Słubice (przystanek kolejowy) – Berlin Hauptbahnhof
– Toporów jest końcową stacją węzłową na nieczynnej linii kolejowej nr 375:
Toporów (stacja kolejowa) – Międzyrzecz (stacja kolejowa)

### Ulice

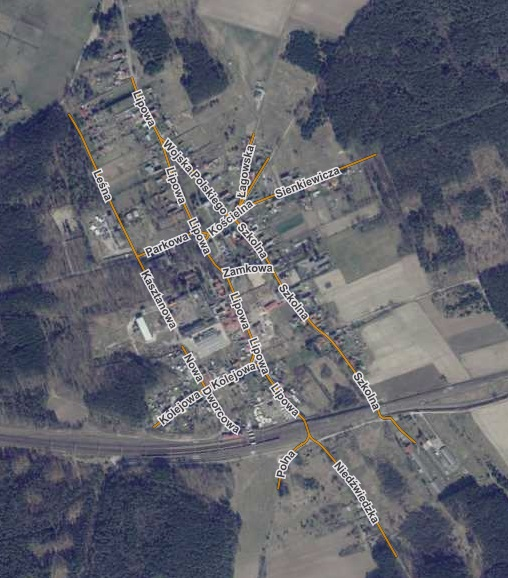
Układ ulic

| - Dworcowa - Kasztanowa (do 2017 r. PGR) - Kolejowa - Kościelna - Krótka - Leśna | - Lipowa (do 2017 r. Świerczewskiego) - Łagowska - Niedźwiedzka - Nowa (do 2017 r. PGR) - Parkowa - Polna | - Sienkiewicza - Szkolna - Wojska Polskiego - Zamkowa |

### Integralne części wsi
| SIMC    | Nazwa     | Rodzaj |
| ------- | --------- | ------ |
| 0911546 | Brzezinki | osada  |
| 0911552 | Pasałka   | osada  |
| 0911569 | Zabiele   | osada  |

### Najbliższe miejscowości
- Pasałka (Toporek) – 0,5 km
- Kłodnica – 3,4 km
- Kosobudz – 3,6 km
- Troszki – 3,6 km
- Czyste – 3,6 km
- Poźrzadło – 3,8 km
- Niedźwiedź – 4,9 km
- Gronów – 5,1 km
- Zagórze – 5,1 km
- Zamęt – 5,5 km
- Koryta – 7,9 km
- Łagów – 8,0 km
- Torzym – 13,3 km
- Świebodzin – 18,7 km
- Sulęcin – 22,2 km
- Krosno Odrzańskie – 25,8 km

### Okoliczne jeziora i stawy
- Stawy rybne w Kłodnicy i Troszkach (2,5 km).
- Kosobudzkie – Kosobudz (4 km)
- Jezioro Dziarg (Duże) – Kosobudz (5 km)
- Jezioro Łagowskie – Łagów (5 km)
- Jezioro Bobrze – Poźrzadło (5,5 km)
- Jezioro Złoty Potok – Przełazy (7 km)
- Jezioro Trześniowskie (Ciecz) – Łagów (8 km)
- Jezioro Niesłysz – Przełazy (8 km)
- Linie – Jemiołów (10 km)
- Jezioro Malcz – Raków (12 km)

### Demografia
Według niemieckich źródeł przed II wojną światową, kiedy Toporów leżał na terenie Niemiec, liczba mieszkańców wynosiła odpowiednio:
- 539 osób[6] 1 grudnia 1910 r.
- 919 osób w roku 1933
- 956 osób[7] w roku 1939

Demografia Toporowa w 2008 roku na podstawie załącznika do uchwały nr XX/113/08 z dnia 18 września 2008 r.
| Opis                                | Ogółem | Ogółem | Kobiety | Kobiety | Mężczyźni | Mężczyźni |
| ----------------------------------- | ------ | ------ | ------- | ------- | --------- | --------- |
| Jednostka                           | osób   | %      | osób    | %       | osób      | %         |
| Populacja                           | 802    | 100    | 363     | 45,26   | 439       | 54,74     |
| Wiek przedprodukcyjny (0–17 lat)    | 186    | 23,19  | 76      | 9,48    | 110       | 13,72     |
| Wiek produkcyjny (18–65 lat)        | 510    | 63,59  | 212     | 26,43   | 298       | 37,16     |
| Wiek poprodukcyjny (powyżej 65 lat) | 106    | 13,22  | 75      | 9,35    | 31        | 3,87      |

## Historia
Toporów to miejscowość otoczona szachownicą lasów i pól. Znajdując się niegdyś w głębi Puszczy Rzepińskiej odgrywał znaczącą rolę w tej okolicy.
Za czasów „niemieckich” Topper był starą osadą ziemi lubuskiej, znajdującą się na głównym szlaku handlowym, łączącym kraje zachodnie z krajami wschodu.

### Średniowiecze
Pierwsze dane w zapisach kronikarskich o Toporowie pochodzą z roku 1350, w którym to zamek łagowski wraz z okolicą przeszedł w posiadanie zakonu joannitów. Następna wzmianka dotycząca Toporowa podaje, że w 1467 roku został zbudowany drewniany kościół.

### Historia nowożytna
W latach 1660–1668 właścicielem Toporowa był komtur łagowski zakonu joannitów – wolny pan Johan Franz Löben. W późniejszym okresie panami Toporowa byli Cobeltinowie. Przez pewien okres miejscowość ta była też własnością rodu Rissmanów, a od roku 1874 przeszła we władanie hrabiego rodu Manteuffel.
Według źródeł historycznych już w drugiej połowie XVIII wieku zaznaczył się wyraźny rozwój miejscowości: znalazło tu zatrudnienie wielu rzemieślników m.in.: szewcy, ślusarze, kowale, tokarze.

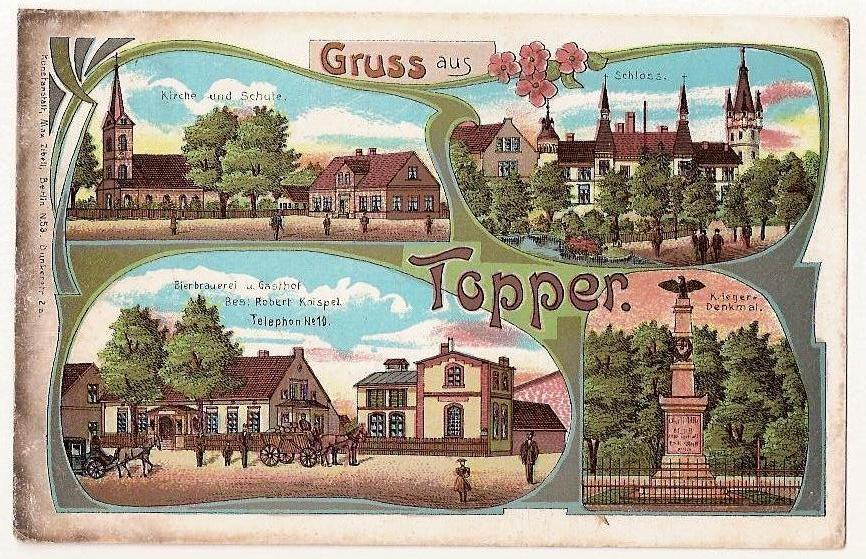
Topper (koniec XIX w.)
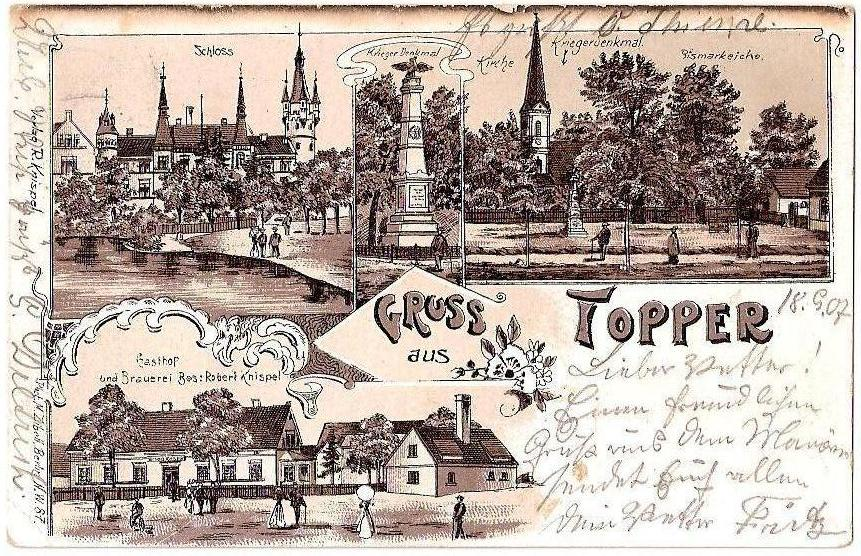
Topper (koniec XIX w.)
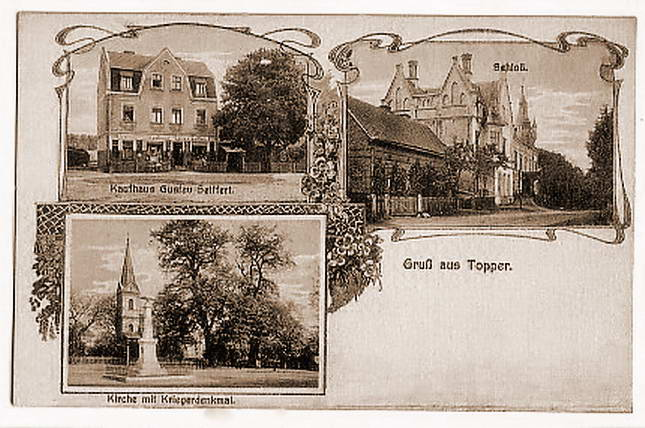
Dom Towarowy Gustava Seifferta
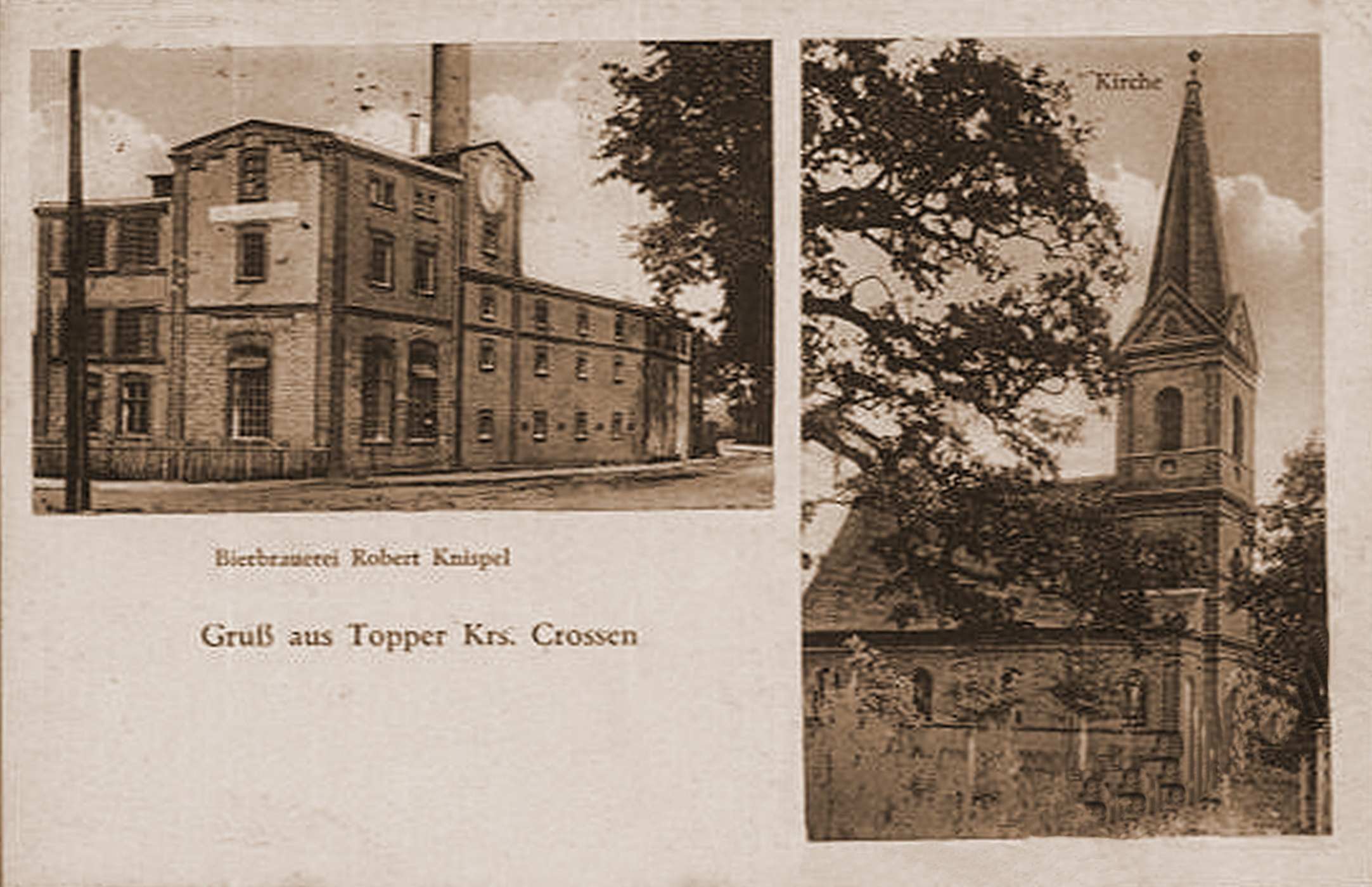
Browar Roberta Knispela

Znaczący rozwój nastąpił w latach 1870–1880, kiedy to przez Toporów przeprowadzono linię kolejową: powstały nowe domy, wzrosła liczba zatrudnionych, poszerzyło się rzemiosło i sieć handlowa. W tym też okresie wybudowano murowany kościół (istniejący do dziś). Murowana kaplica obok pochodzi z okresu wcześniejszego – jest to grobowiec rodziny Rissmanów, w którego podziemiach pochowano właścicieli Pałacu w Toporowie.
Przed II wojną światową znajdowało się tu wiele zakładów rzemieślniczych i sklepów, np. w zakładzie betoniarskim wyrabiano dachówki, cegły, słupy betonowe, pustaki. Był też zakład bednarski, kilka warsztatów szewskich, warsztat stolarski, malarski oraz 2 kuźnie. Wśród sklepów różnej branży były 4 spożywcze, 2 mięsne, rzeźnia, 2 piekarnie, punkt skupu płodów leśnych. Wspaniale prosperowały też: gorzelnia, hotel, gospoda, zakład przemysłowy przy majątku oraz browar prowadzony przez Roberta Knispela (Märkische Wirtenbrauerei – Robert Knispel). Dawniej znajdowała się tu także huta szkła. Otaczające pola stanowiły bogate zaplecze dla ogrodnictwa.

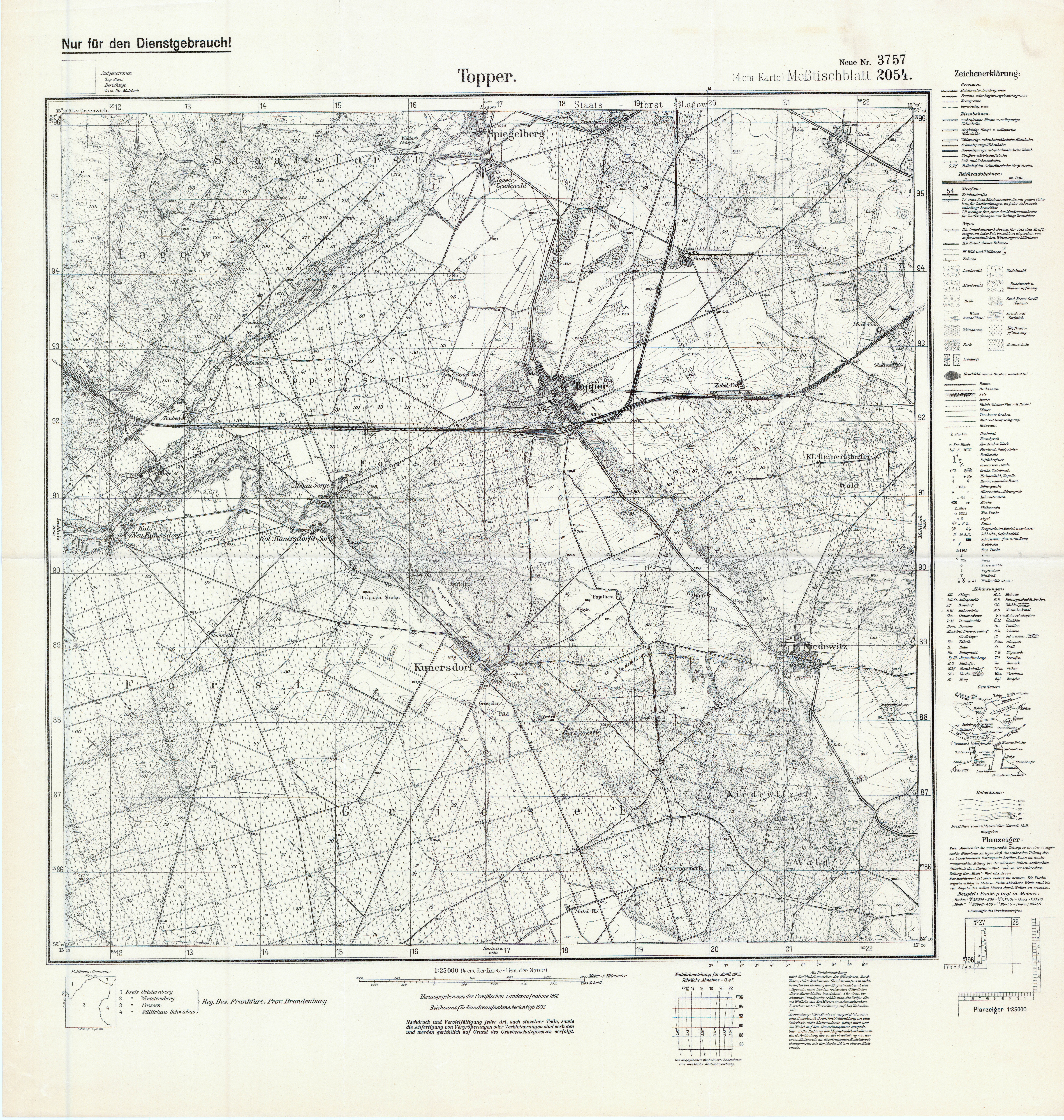
Mapa Messtischblatt nr 3757 z 1933 r.
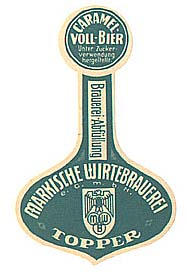
Piwo karmelowe
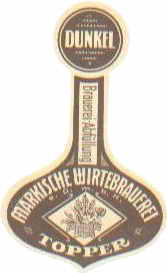
Piwo ciemne
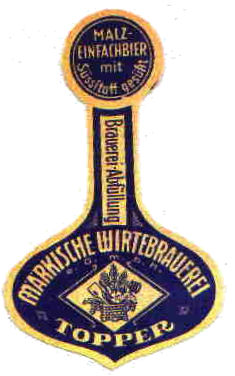
Piwo słodowe
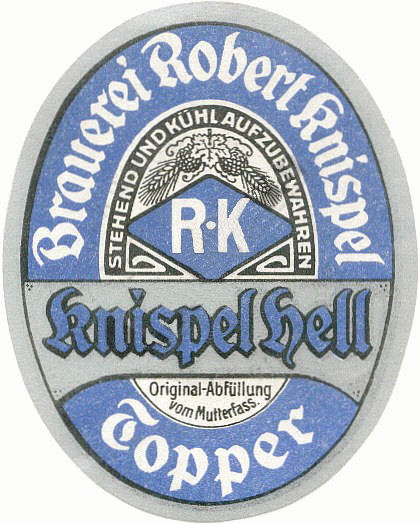
Piwo z Toporowa
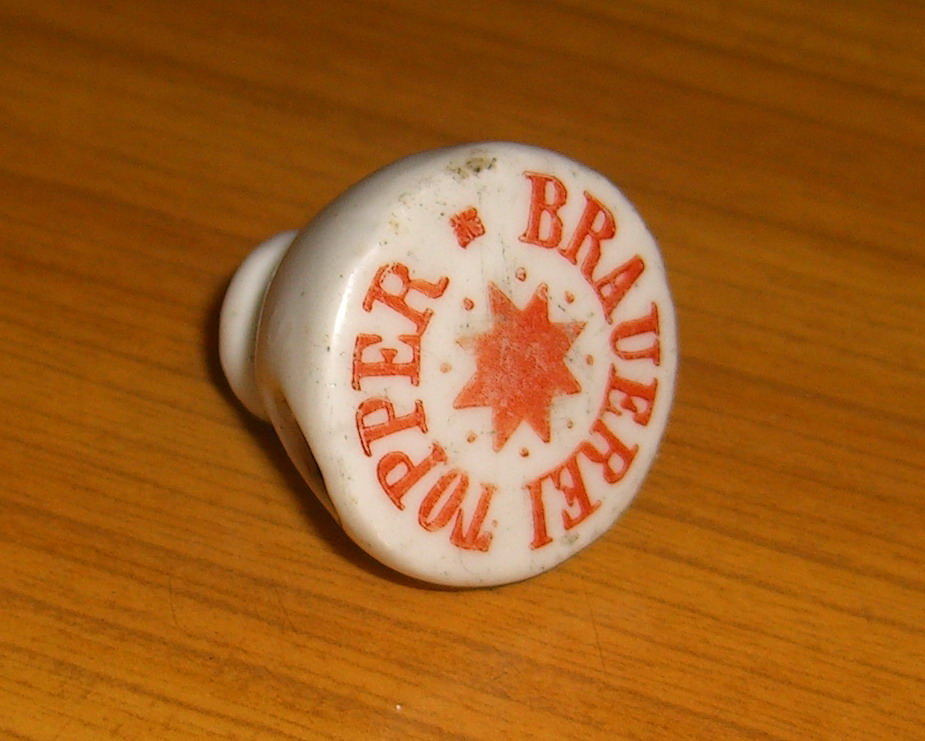
Porcelanowy kapsel
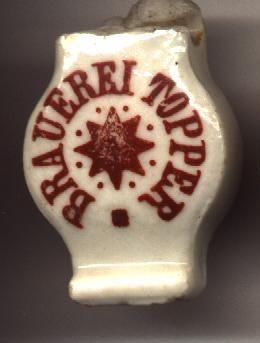
Porcelanowa zatyczka
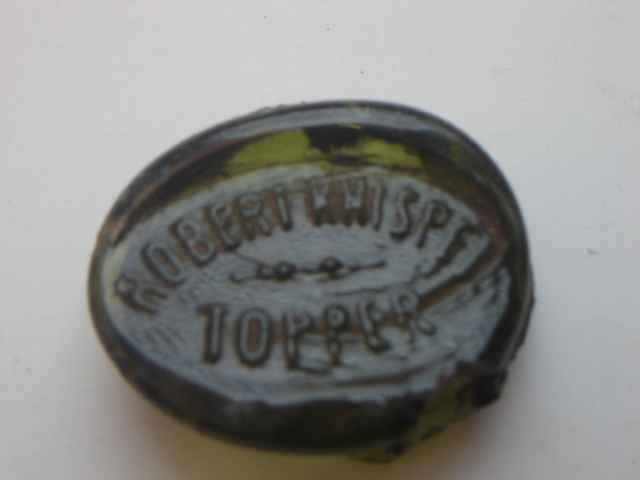
Pieczęć Robert Knispel Topper

### Po 1945
Po zakończeniu działań wojennych w Pałacu stacjonowali żołnierze radzieccy. Panowała tu zemsta, anarchia i przemoc. Pałac został rozgrabiony i zdewastowany.
W wyniku ofensywnych działań wojennych Toporów wraz z okolicami został zajęty pod koniec stycznia 1945 roku przez wojska frontu białoruskiego pod dowództwem marszałka Żukowa. Na mocy rozkazu Naczelnego Dowództwa Wojska Polskiego z czerwca 1945 roku Toporów i jego okolice zostały zajęte przez osadnictwo Wojska Polskiego. Techniczną stroną akcji zajmował się „Państwowy Urząd Repatriacyjny” (PUR). Placówka PUR-u udzielała dla przybywających osadników wszelkich informacji o warunkach osiedlania się oraz przydzielała środki transportu do nowego miejsca zamieszkania. Gdy zachodziła taka potrzeba, przydzielano też czasowe kwatery w Pałacu.

## Zabytki

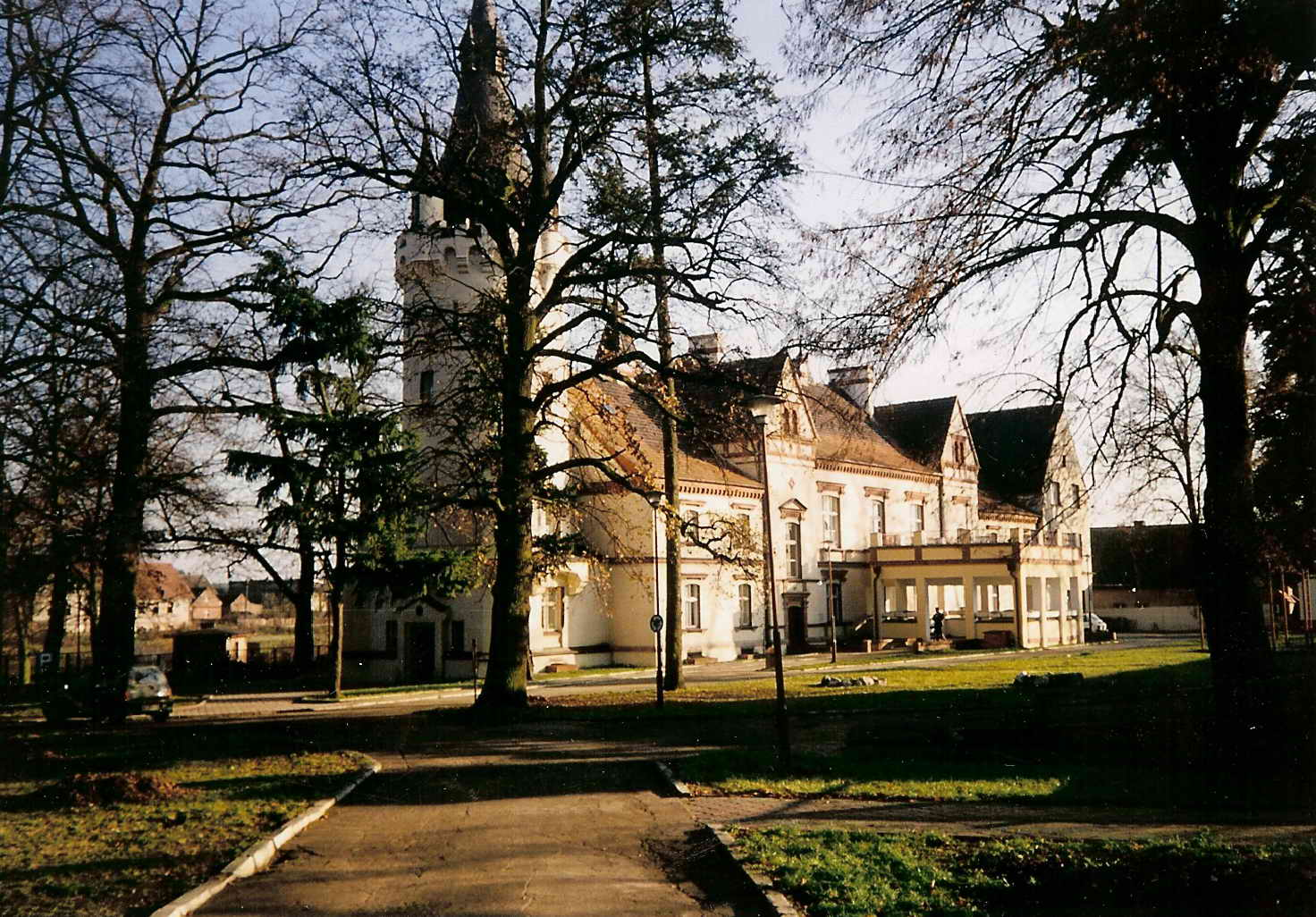
Pałac Myśliwski

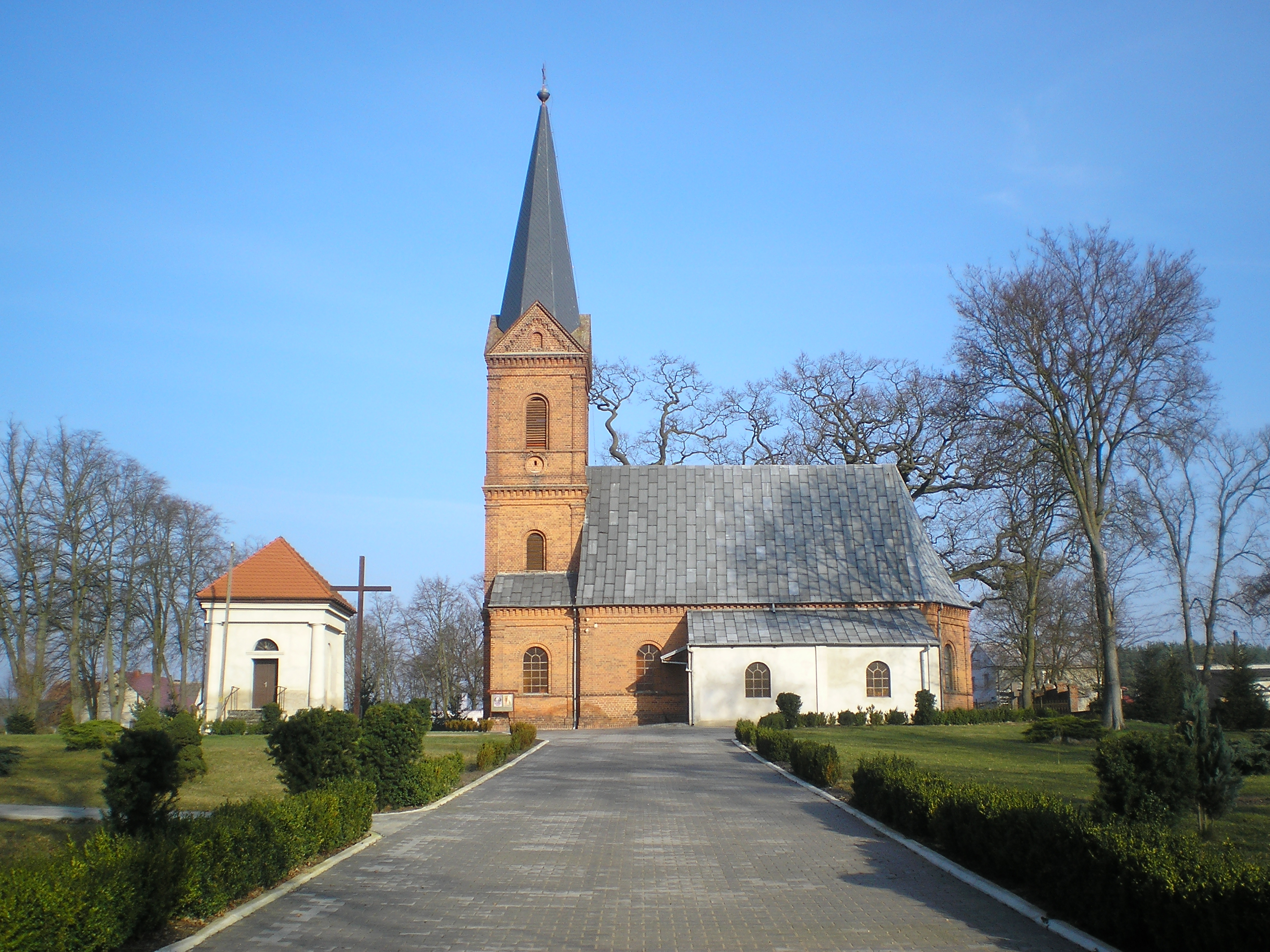
Kościół pw. Matki Bożej Różańcowej

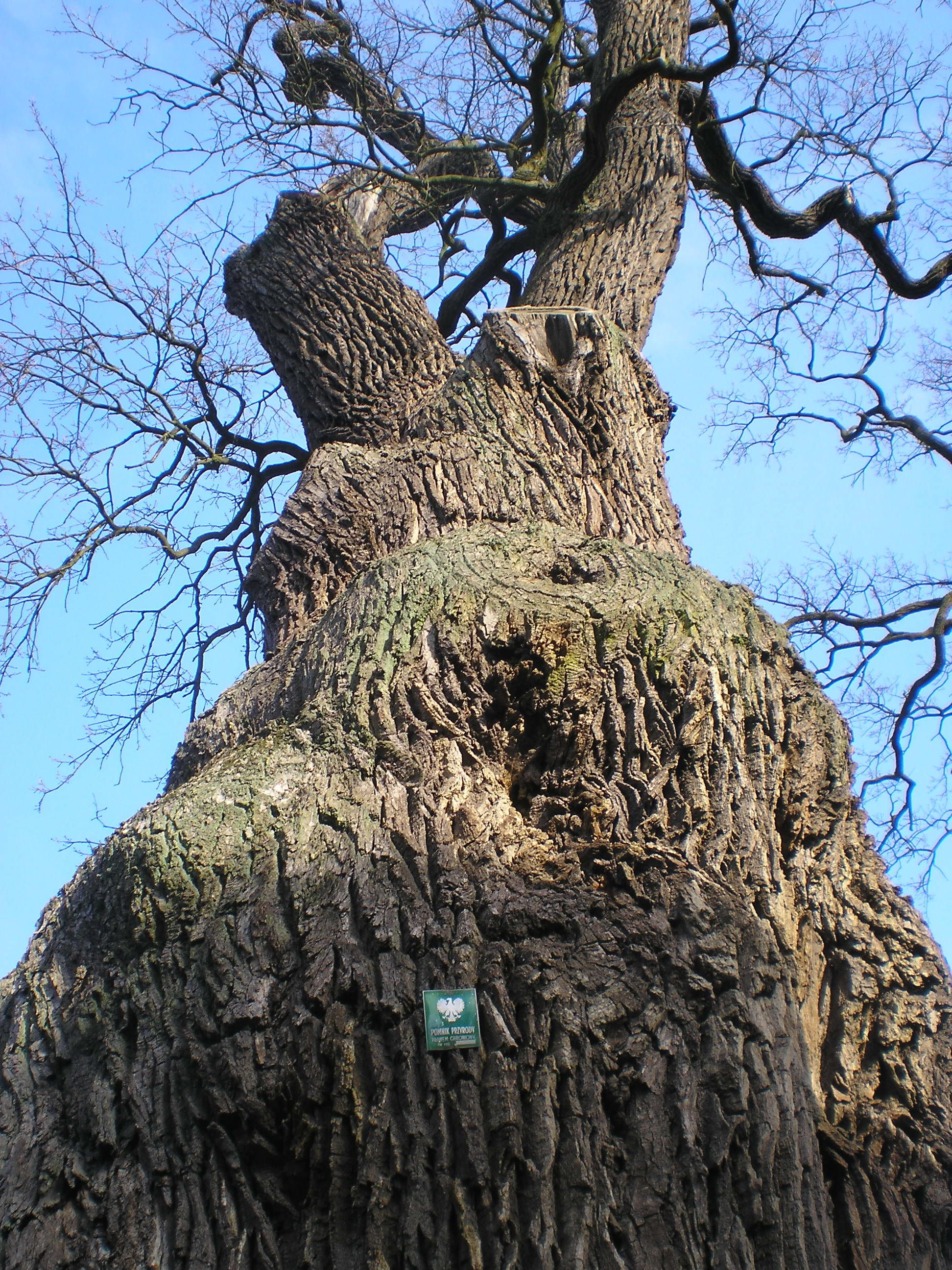
Dąb Piotrowy

Do wojewódzkiego rejestru zabytków wpisany jest:
- zespół pałacowy, z XIX wieku/XX wieku:
  - budynek gospodarczy
  - stodoła
  - park
  - pałac myśliwski, środkowa część została wykonana w stylu renesansowym, zaś południowe skrzydło w stylu gotyckim. Zakończenie od strony północnej zdobi potężna wieża niosąca znamiona potężnych zamków obronnych. O rodowodzie wieży mówi dokument znaleziony u szczytów jej wnętrza w roku 1992 (podczas prac dekarsko – renowacyjnych) – fragment zapisu: Wieża pałacowa została zbudowana w roku 1884 przez ekscelencję feldmarszałka wolnego pana Edwina Manteuffla i nadburmistrza w Alzacji-Lotaryngii. (...) ...Kopułki i chorągiewki zostały zamontowane w dniu 12 XI 1884 r.

inne zabytki:
- kościół pod wezwaniem Matki Bożej Różańcowej jest wpisany do wojewódzkiego rejestru zabytków architektury. Pierwsza wzmianka o kościele z pochodzi 1467 r. Wzniesiony w XIX w. na miejscu dawnego drewnianego kościoła. Do roku 1945 kościół wyznania protestanckiego, zbudowany w stylu neogotyckim. Poświęcony 22 września 1945 r. przez ks. dziekana Piotra Janika.

- mauzoleum; w zachodniej części miejscowości, kilkaset metrów za cmentarzem w lesie znajdują się ruiny grobowca jednego z pierwszych właścicieli Toporowa. Miejsce to zostało wybrane nieprzypadkowo, za względu na wspaniały krajobraz. Umiejscowione na wzgórzu, z którego widać było na kilka kilometrów malowniczą panoramę lasów, pól i łąk należących do Toporowa. Okrągłe mauzoleum zbudowane było z cegieł, wewnątrz w podłodze pod szklanym przykryciem znajdowała się trumna. W pobliżu były też dwa inne groby. Alejka prowadząca do tego miejsca, cała obsadzona została świerkami, a wzdłuż drogi postawione były ławeczki. Obecnie krypta jest całkowicie zdewastowana, a cały teren porasta kilkudziesięcioletni las.
- Pomniki przyrody Dąb Piotrowy; w krótkim zarysie dziejów Toporowa na uwagę zasługują też 2 dęby przykościelne. Źródła historyczne podają, że jeden z tych dębów to Dąb Piotrowy. Nazwa ta łączy się z pamiętnym wydarzeniem, kiedy to car rosyjski Piotr I Wielki (1672–1725) podczas podróży do Holandii jadł pod tym dębem śniadanie. Jest to możliwe, ponieważ jego konary wznoszą się ku niebu już ponad 700 lat. Oba dęby szypułkowe są pomnikami przyrody. Większy z nich – Dąb Piotrowy ma w obwodzie 870 cm i mierzy ok. 20 m wysokości.

## Instytucje i organizacje społeczne

### Dom Pomocy Społecznej
Dom Pomocy Społecznej w Toporowie, razem z otaczającym go parkiem, zajmuje ponad 2 ha powierzchni, przeznaczony jest dla dzieci, młodzieży i dorosłych, kierowanych tu przez Centrum Pomocy Rodzinie. Obecnie (2008) przebywa w nim 77 osób z upośledzeniem umysłowym i problemami krążeniowymi, narządu ruchu i wzroku. Dom jest jednostką stałego lub okresowego pobytu przeznaczoną dla osób, dzieci i młodzieży niepełnosprawnych intelektualnie. W miarę potrzeb i możliwości może świadczyć usługi pielęgnacyjne na rzecz społeczności lokalnej, w szczególności dla osób oczekujących na miejsce.
W latach 1987–1993 Pałac Myśliwski w Toporowie przeszedł gruntowny remont. Majątek wraz z parkiem przeznaczono na Dom Pomocy Społecznej (DPS Toporów) dla dzieci z upośledzeniem umysłowym. Zaistniała więc konieczność dostosowania pomieszczeń do wymogów i potrzeb przyszłych pensjonariuszy.
W skład Domu wchodzą dwa budynki główne tj. XIX-wieczny Pałac Myśliwski, w którym znajdują się pokoje mieszkalne dla 38 osób, pomieszczenia biurowe, sale rewalidacyjne, świetlica, stołówka i cały dział żywieniowy, magazyny, pomieszczenia socjalne i sanitarne.
Drugi budynek główny to Pawilony przeznaczone dla 38 mieszkańców, są to budynki nowe wybudowane w latach 1993–1996. Oprócz pokoi mieszkalnych znajdują się pomieszczenia terapii zajęciowej, kawiarnia, kaplica, sala gimnastyczna, magazyny, rehabilitacja, gabinet zabiegowy, kuchnia oraz pomieszczenia socjalne i sanitarne. W skład kompleksu budynków DPS wchodzi także budynek techniczny, w którym znajduje się mieszkanie usamodzielnień, pralnia, kotłownia, pomieszczenia terapii i zespołu terapeutyczno–wychowawczego, magazyny, warsztat. Ponadto DPS dysponuje hydrofornią, dwoma garażami, budynkiem gospodarczym.
DPS w Toporowie jako odrębna jednostka organizacyjna działa od 1 kwietnia 1991 r. i powołany został Zarządzeniem nr 60 Wojewody Zielonogórskiego z dnia 20 marca 1991 roku. Obecnie jest samodzielną jednostką organizacyjną prowadzoną przez Radę Powiatu Świebodzińskiego, działającą w oparciu o Statut Domu Pomocy Społecznej nadany Uchwałą Nr XXXVI/275/06 Rady Powiatu Świebodzińskiego z dnia 29 sierpnia 2006 roku.
Pięcioosobowa kadra instruktorska prowadzi zajęcia pod nazwą „Szkoła życia” z osobami o lekkim i umiarkowanym upośledzeniu, intensywną rehabilitację ruchową i terapię zajęciową. DPS w Toporowie ściśle współpracuje z nauczycielami ze Specjalnego Ośrodka Szkolno-Wychowawczego w Świebodzinie.
Szereg przeprowadzonych modernizacji i odbudowy fragmentów budynku spowodował, że Pałac stał się niejako wizytówką Toporowa. Zamek stojąc przy głównej drodze Toporowa, w zabytkowym parku wśród sędziwych drzew, wspaniale komponuje się z otaczającym go krajobrazem.

### Klub SportowyBłękitni Toporów
Toporów ma drużynę piłkarską „Błękitni Toporów” założoną w 1961 r. – w bieżącym sezonie 2009/2010 – IV liga lubuska. Trenerem drużyny od 2004 r. był Marian Fiodorowicz (były wieloletni selekcjoner III-ligowej „Pogoni Świebodzin”).
Tutejszą sekcję piłki nożnej reaktywowano w 1993 roku, głównie za sprawą nieżyjącego już wielkiego miłośnika tej najpopularniejszej w Polsce dyscypliny sportu – Andrzeja Graczyka. Dzięki jego inicjatywie i wielkiemu zaangażowaniu, w Toporowie po wielu latach, doszło do wznowienia rozgrywek. Drużyna w 1993 roku zaczęła z najniższego pułapu – C klasy i już po pierwszym sezonie zmagań awansowała o szczebel wyżej. Po kolejnych dwóch latach, Błękitni dostali się do grona drużyn rywalizujących w klasie A – tam piłkarze z Toporowa grali przez kolejne 4 lata. W roku 2001, dzięki wspaniałej postawie zawodników, udało się „wskoczyć” jeszcze wyżej do ligi okręgowej, gdzie piłkarze z Toporowa prowadzili zacięte rozgrywki przez następne 3 sezony, a w 2005 roku uzyskali historyczny awans do IV ligi, gdzie utrzymali się przez kolejnych 5 sezonów. W roku 2010 zespołowi „Błękitni Toporów” zabrakło 1 punktu, w rezultacie czego spadli do ligi okręgowej.
Mecze ligowe rozgrywane są na boisku obok Szkoły Podstawowej im. Janusza Korczaka przy ul. Szkolnej 11.

### Szkoła Podstawowa im. J. Korczaka
W Toporowie przy ul. Szkolnej 11 mieści się publiczna Samorządowa Szkoła Podstawowa i Oddział Przedszkolny im. Janusza Korczaka. W szkole zatrudnionych jest 12 nauczycieli, którzy kształcą ok. 100 uczniów w klasach „0"-"VIII”.

## Foto Toporów

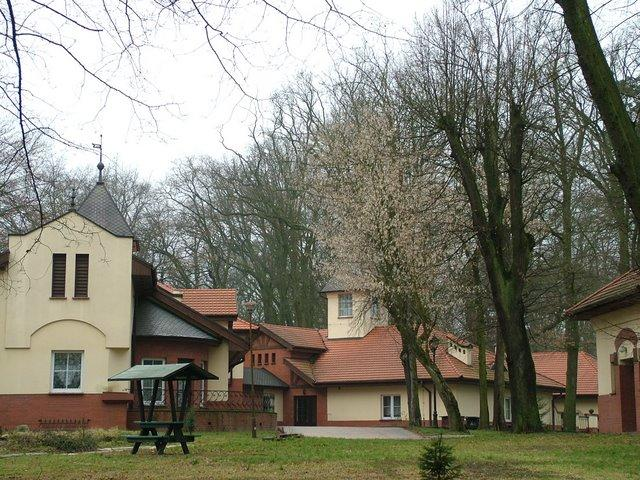
Pawilony mieszkalne DPS Lubuski Mister Budowy 1996
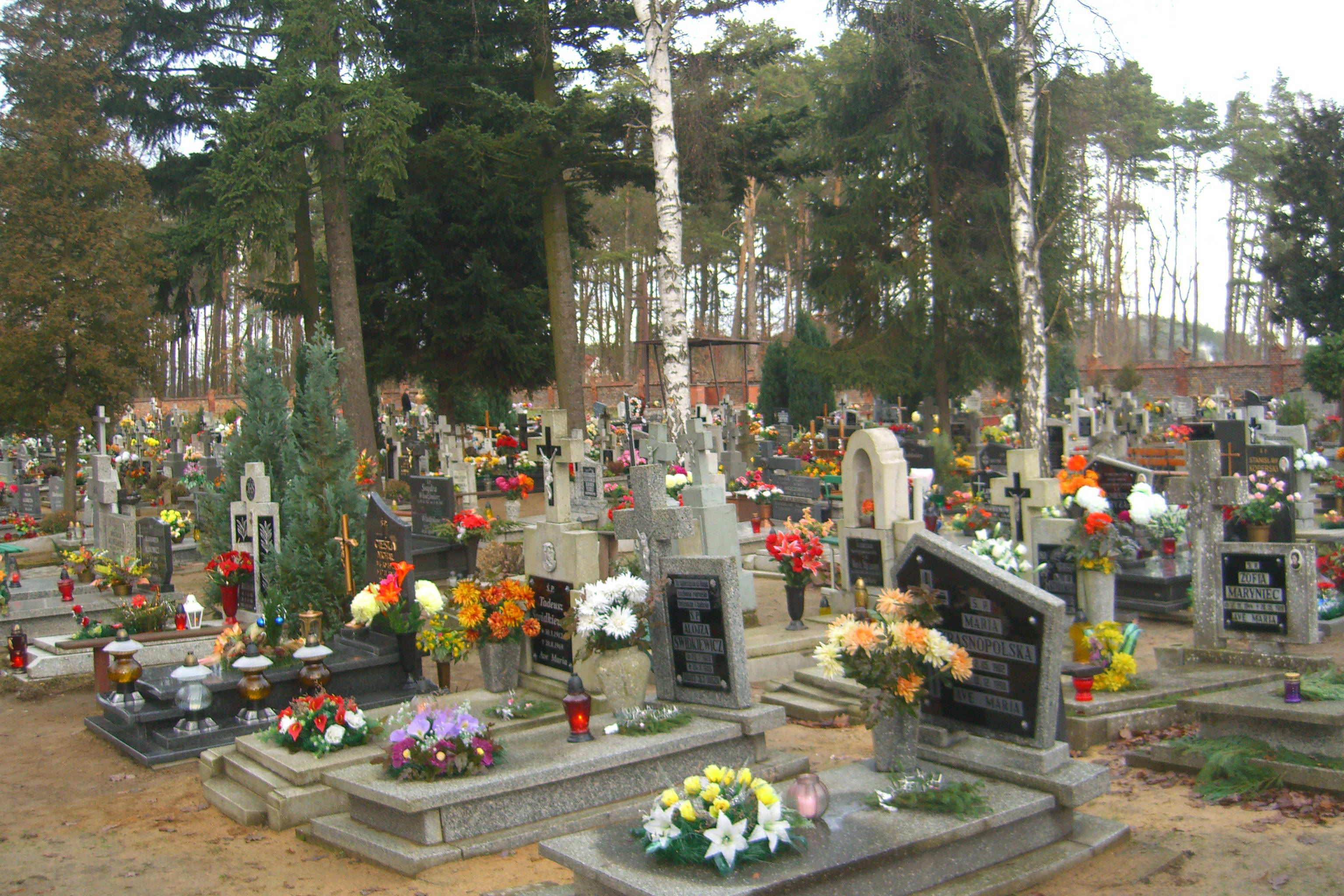
Cmentarz w Toporowie 2006 r.
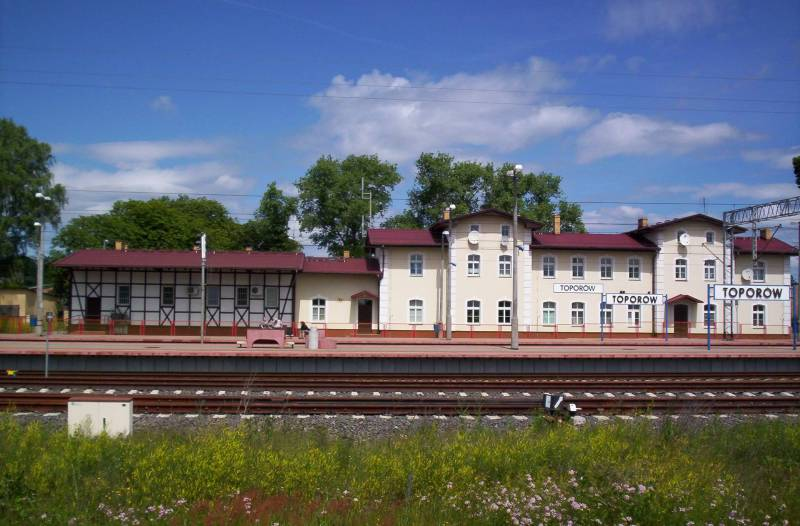
Dworzec PKP w Toporowie 2004 r.
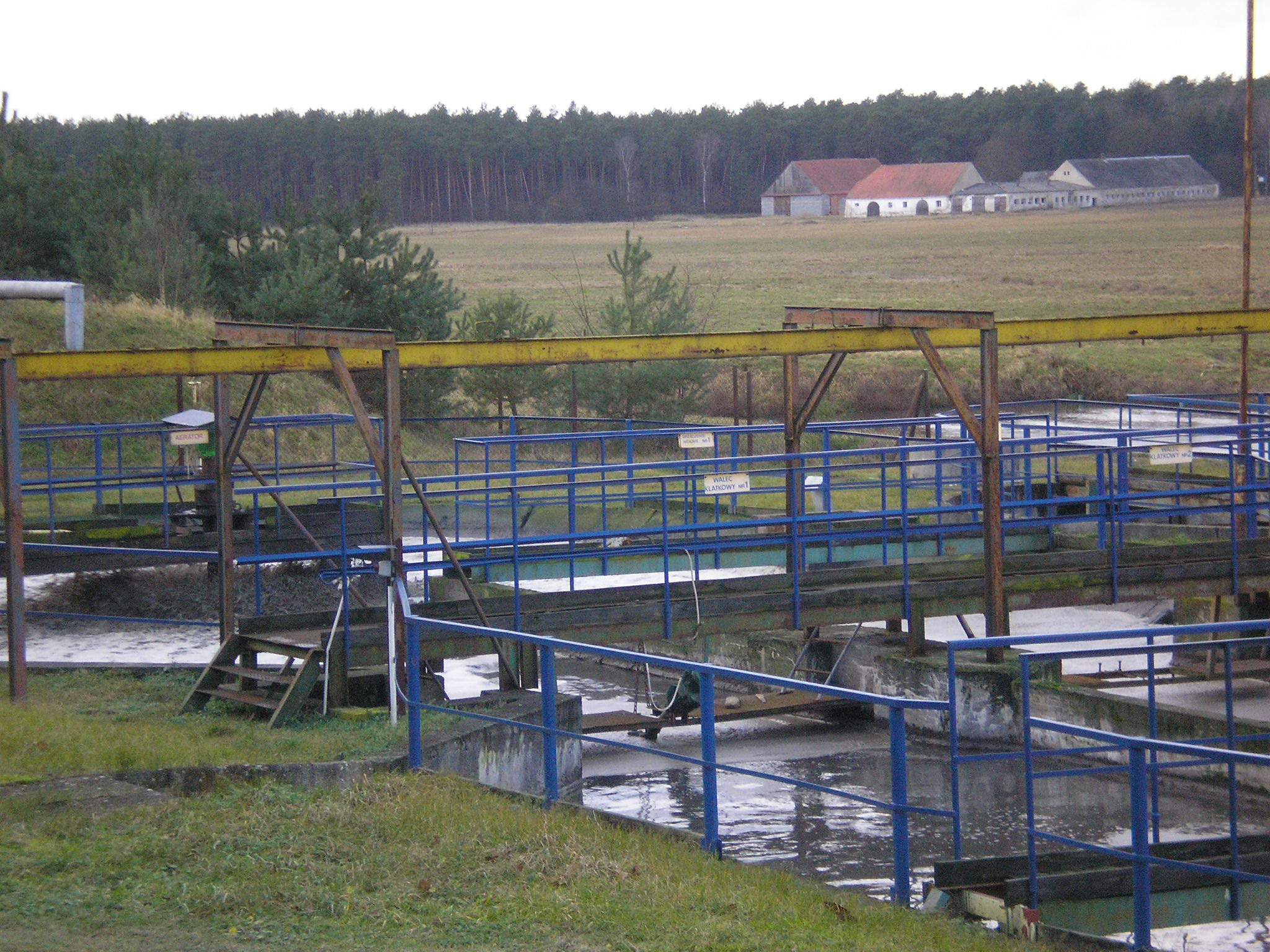
Oczyszczalnia ścieków – w tle widoczny Toporek